# Ksenia Konstantinova
Pour les articles homonymes, voir Konstantinov.
Ksenia Konstantinova (russe : Ксения Константинова) était une sous-officier médecin-cheffe du 730e régiment des carabiniers pendant la Seconde Guerre mondiale. Pour son service dans l'armée, elle a reçu à titre posthume le titre d'Héroïne de l'Union soviétique le 4 juin 1944.

## Enfance et éducation
Konstantinova est née le 18 avril 1925 dans une famille russe dans le gouvernement de Tambov, dans l'actuelle Lipetsk. À l'âge de 16 ans alors que la guerre a déjà commencé, elle tente de rejoindre l'armée, mais est refusée par deux fois à cause de son âge. Elle quitte le secondaire et l'école de médecine avant d'obtenir son diplôme pour rejoindre l'armée ; elle était inscrite aux cours d'ambulancier et d'obstétrique,.

## Carrière militaire
Konstantinova rejoint l'Armée Rouge en 1943, quelques jours après ses dix-huit ans, après avoir été rejetée par l'armée deux fois auparavant. En mai, elle est déployée sur le Front de l'Est avec le 730e Régiment des carabiniers en tant que médecin instructrice. Pendant son temps libre la ligne de front, elle joue de la guitare. Elle aide les blessés lors des combats à Voronej, Koursk, Kalinine, et Vitebsk et reçoit pour cela la Médaille du Mérite dans la bataille. À Koursk, elle est blessée, mais récupère vite pour retourner sur le front,.
Le 1er octobre, elle se retrouve encerclée par les soldats ennemis en protégeant les soldats de son bataillon bien moins nombreux, à court de munitions. Blessée à la tête, un peu abrutie par le choc, elle continue de se battre. Elle tue environ 36 soldats[réf. nécessaire] allemands avant d'être capturée par les nazis. Ceux-ci lui crèvent les yeux, lui coupent les oreilles, la battent mais malgré ça, elle ne révèle aucune information sur les mouvements des troupes soviétiques. Lorsque les soviétiques récupèrent la ville, ils trouvent son corps mutilé et cloué par terre : elle est enterrée dans le cimetière Rudnianskin dans l'Oblast de Smolensk,.

## Distinctions

### Récompenses
- Héroïne de l'Union soviétique
- Ordre de Lénine
- Médaille "du mérite militaire"

### Monuments commémoratifs et honneurs
- Une chanson composée par E. Manvelyan intitulé Sœur de la Miséricorde est dédiée à Konstantinova et plus tard est adaptée en comédie musicale sur sa vie à la guerre[5].
- Son portrait est gravé sur la place des Haros de Liptesk, et sur une plaque commémorative posée à l'école des sages-femmes où elle a étudié ; il y a des plaques commémoratives aussi dans les écoles de médecines de Ielets et de Smolensk[4].
- Son image est présentée en 1985 sur une carte postale de la série des « Femmes-médecin-Héroïnes de la grande guerre patriotique » de L. Kotlyarov[6].